# Xenotrichula lineata
Xenotrichula lineata är en djurart som tillhör fylumet bukhårsdjur, och som beskrevs av Schrom 1972. Xenotrichula lineata ingår i släktet Xenotrichula och familjen Xenotrichulidae. Inga underarter finns listade i Catalogue of Life.